# Besuch Walter Ulbrichts in Ägypten

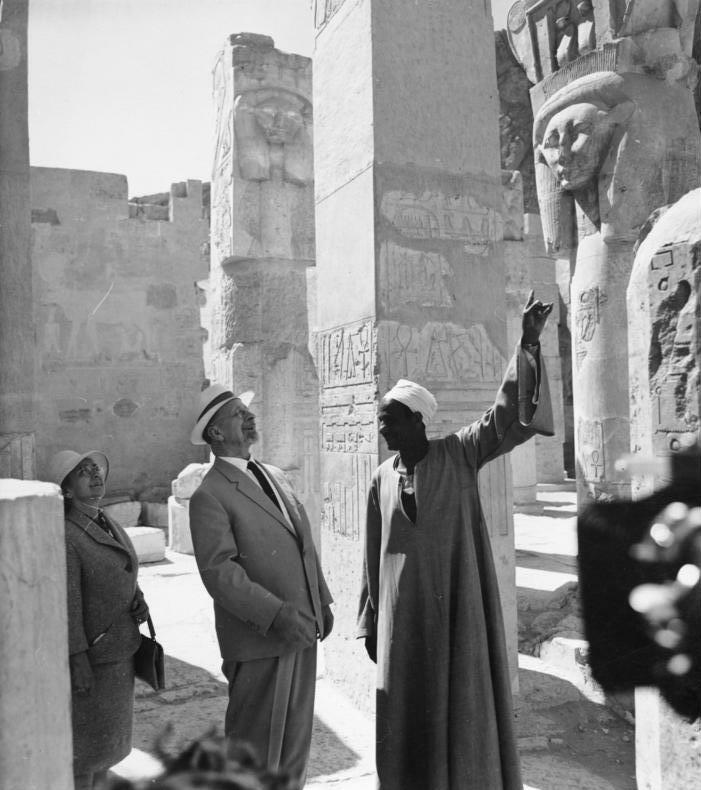
Lotte und Walter Ulbricht im Tal der Könige

Der Besuch Walter Ulbrichts in Ägypten fand vom 24. Februar bis 2. März 1965 statt. Es war der erste offizielle Besuch eines DDR-Staatsoberhauptes in einem Land außerhalb des sowjetischen Bündnisses.

## Vorgeschichte
Gamal Abdel Nasser führte seit 1954/56 in Ägypten eine sozialistisch orientierte Politik, er bewahrte sich aber eine politische Unabhängigkeit  ohne eine Bindung an eines der beiden großen Bündnisse. Dieses ermöglichte ihm gute Beziehungen zu östlichen und westlichen Ländern, von denen er jeweils wirtschaftliche Unterstützung erhielt. Ein großes Problem für ihn und andere arabische Staaten war die Politik des neuen Nachbarn Israel.
In der Bundesrepublik Deutschland galt seit 1955 die sogenannte Hallstein-Doktrin, die damit drohte, Staaten, die die DDR als eigenen Staat anerkennen würden, mit diplomatischen und wirtschaftlichen Sanktionen zu belegen.
Ägypten hatte seit 1954 eine Handelsvertretung der DDR in Kairo zugelassen, da sie sein Land wirtschaftlich unterstützte und auch militärische Unterstützung im Kampf gegen Israel gewährte. Nasser schaffte es sogar zu verhindern, dass die Bundesrepublik Deutschland diplomatische Beziehungen zu Israel aufnahm, da er drohte, dann die DDR als Staat anzuerkennen.
Anfang 1965 lud er den DDR-Staatsratsvorsitzenden Walter Ulbricht zu einem Besuch nach Ägypten ein, nachdem die Bundesrepublik Deutschland neue Waffenlieferungen für Israel plante. Dieses führte zu erheblichen innenpolitischen Spannungen in Bonn und zur Rücknahme dieser Entscheidung. Nasser blieb aber bei seiner Einladung, worauf die Bundesrepublik Deutschland ihren Botschafter aus Kairo zeitweilig zurückrief.

## Einzelheiten

### Protokoll
Der Empfang verlief im Wesentlichen wie ein offizieller Staatsbesuch, nur mit kleinen Einschränkungen. Präsident Nasser betonte aber auf westdeutsche Nachfragen, dass er die DDR nicht als Staat anerkenne.

### DDR-Delegation
Zu der DDR-Delegation gehörten neben dem Staatsratsvorsitzenden Walter Ulbricht
- Lothar Bolz, Außenminister
- Alfred Bruno Neumann, Vorsitzender des Staatlichen Komitees für Körperkultur und Sport
- Gerhard Weiss, Stellvertreter des Ministers für Außenhandel
- Klaus Siebold, Stellvertretender Vorsitzender des Volkswirtschaftsrates
- Erich Rübensam, Vizepräsident der Akademie der Landwirtschaftswissenschaften der DDR
- Ernst Scholz, Beauftragter der DDR-Regierung in Ägypten
- Lotte Ulbricht
- weitere Experten

### Zeitlicher Ablauf des Besuchs
21.–23. Februar
Die DDR-Delegation flog vom Flughafen Schönefeld zum Flughafen Dubrovnik in Jugoslawien und fuhr dann von Dubrovnik mit dem Schiff Völkerfreundschaft über das Mittelmeer nach Ägypten.
24. Februar
Am Mittwoch, den 24. Februar fuhr die Völkerfreundschaft gegen 7 Uhr in ägyptische Gewässer und wurde im Hafen von Alexandria mit 21 Salutschüssen begrüßt. Dort wurde die Delegation von Präsident Nasser und weiteren Persönlichkeiten empfangen. Danach fuhr sie mit einem Salonwagen nach Kairo.
Auf dem Hauptbahnhof wurde die Delegation mit militärischen Ehren begrüßt, Walter Ulbricht und Abdel Nasser schritten eine Ehrenformation ab, während die Nationalhymnen gespielt und die Flaggen gehisst wurden (die DDR-Fahne hatte allerdings das Emblem nur auf einer Seite).
Danach gab es erste offizielle Gespräche im Koubbeh-Palast und in der Privatwohnung von Präsident Nasser. Walter Ulbricht erhielt den Großen Orden vom Nil, die höchste Auszeichnung des Landes, Lotte Ulbricht erhielt auch einen Orden. Die Gäste wurden in einem Hotel in Kairo untergebracht.
25. Februar
Am 25. Februar besuchte die Delegation eine Baumwollspinnerei in Schibin al-Kaum mit 100.000 Baumwollspindeln aus der DDR. (Es gab dort aber auch westdeutsche Spezialmaschinen.)

„Die Begeisterung übertraf alles, was der Kommunist auf seinen Staatsvisiten in Ländern des Ostblocks an eingeplantem Jubel-Soll erlebt hatte. Einzelne Arbeiter ließen sich von der Polizei prügeln, um nicht aus seiner Nähe verdrängt zu werden – eine Verhaltensweise, die Ulbricht von den Arbeitern seiner Heimat nicht gewohnt ist.“

Am Nachmittag besichtigte die Delegation die Moschee und den Palast von Muhammad Ali in Kairo.
26. Februar bis 1. März
Am 26. Februar fuhr die Delegation nach Luxor und besichtigte die Pyramiden im Tal der Könige. Am 27. Februar fuhren sie zum großen neuen Assuan-Staudamm. 
Am 28. Februar gab es ein weiteres Treffen von Präsident Nasser und dem Staatsratsvorsitzenden Ulbricht in Kairo. Am 1. März gab dieser einen Abschiedsempfang in seinem Hotel.
2. März
Am 2. März trat die DDR-Delegation die Heimreise mit dem Schiff Völkerfreundschaft an. Sie fuhr erneut nach Dubrovnik und trat von dort den Heimflug an.

## Ergebnisse und Nachwirkungen
Über den Besuch wurde in Ägypten und in der DDR ausführlich berichtet. Auch in vielen internationalen Medien wurde er mit Interesse beobachtet.
Die DDR gewährte Ägypten zusätzliche Wirtschaftshilfe. In Bonn sah man sich genötigt, keine Maßnahmen gegen Ägypten wegen des Besuches zu unternehmen. Die Bundesrepublik nahm im Mai 1965 diplomatische Beziehungen zu Israel auf, Ägypten erkannte 1969 die DDR an und tauschte Botschafter aus, kurz nach der Amtsübernahme Willy Brandts als Bundeskanzler.